# الشام الجديد
الشام الجديد هو اسم مشروع تعاون عربي يضم الأردن والعراق ومصر، يقوم على أساس التفاهمات الاقتصاديّة والسياسيّة بين هذه البلدان الواقعة في قلب الشرق الأوسط. تم إطلاقه بصيغته الحاليّة في أيلول/ سبتمبر 2020 بعد سلسلة من الاجتماعات بين قادة الأطراف الثلاثة.

## تاريخ
تعود جذور مشروع الشام الجديد لدراسة أعدّها البنك الدولي في آذار/ مارس 2014، لكن بخريطة جغرافية أوسع، واشتملت على دول بلاد الشام، سوريا ولبنان والأردن والأراضي الفلسطينيّة، بالإضافة إلى تركيا والعراق ومصر. كما أُعيد طرح المشروع مرة أخرى في زمن رئيس الحكومة العراقيّة السابق حيدر العبادي، ولاحقًا أطلقت الدول الثلاث آليّة للتعاون بدأت من العاصمة المصريّة القاهرة في آذار/ مارس 2019، تلتها قمة ثانية في نيويورك في أيلول/ سبتمبر 2019.
أخذ المشروع زخمًا كبيرًا بعد تبنّيه من قبل رئيس الوزراء العراقي مصطفى الكاظمي في زيارته لواشنطن في أيلول/ سبتمبر 2020، ثم خلال الاجتماع الثالث بين قادة الأطراف الثلاثة، والذي جمعه بالعاهل الأردني عبد الله الثاني والرئيس المصري عبد الفتاح السيسي في العاصمة الأردنيّة عمّان بنفس الشهر. اجتمعت الأطراف الثلاثة للمرّة الرابعة في شهر حزيران/ يونيو 2021 في العاصمة العراقيّة بغداد، وذلك بعد تأجيل القمّة لعدّة أشهر.

## التعاون الاقتصادي

خريطة انبوب النفط العراقي الأردني.

يعتمد مشروع الشام الجديد على التعاون الاقتصادي بين الدول الثلاث، حيث يُصدِّر العراق النفط بأسعار تفضيليّة إلى الأردن عبر خط النفط العراقي الأردني المُقتَرح، وإلى مصر عبر ميناء العقبة الأردني، مقابل تزويد العراق بالطاقة الكهربائيّة، واستخدام التكتل البشري الموجود في مصر، كما يعمل هذا المشروع على استقطاب الاستثمارات إلى العراق. ويبلغ الناتج المحلي الإجمالي لكل من العراق ومصر والأردن مجتمعين نحو 500 مليار دولار، في حين تصل الكثافة البشريّة فيها إلى نحو 150 مليون شخص.
ويأتي تزويد العراق لمصر والأردن بالنفط، مقابل مشاركة الشركات المصرية والأردنية في عملية إعادة إعمار العراق، وتزويد العراق بالكهرباء، فيما يعرف بالنفط مقابل الإعمار، إضافة إلى استفادة مصر من فائض قدرات التكرير لديها، لتكرير النفط العراقي وتصديره لأوروبا، فيما ستلعب الأردن دور الممر في أغلب هذه المشروعات.

## أبرز المشاريع والاتفاقيات ومجالات التعاون
- الربط الكهربائي: اتفق قادة الدولة الثلاث على ضرورة تعزيز مشروع الربط الكهربائي وتبادل الطاقة الكهربائية بين الدول الثلاث وربط شبكات نقل الغاز بين العراق ومصر عبر الأردن وإتاحة منفذ لتصدير النفط العراقي عبر الأردن ومصر من خلال المضي باستكمال خط الغاز العربي وإنشاء خط نقل النفط الخام (البصرة-العقبة)، والتعاون في مختلف مجالات مشروعات الطاقة الكهربائية والطاقة المتجددة والبتروكيماويات وبناء القدرات وتبادل الخبرات، والعمل على تهيئة مناخ الاستثمار لدعم شركات القطاع الخاص لتنفيذ المشروعات في الدول الثلاث.[3]
- الصناعة والزراعة: التعاون في المجال الصناعي عبر مذكرة تفاهم اقترحها الأردن، وفي المجال الزارعي عبر استكمال مشروع إنشاء شركة إقليمية لتسويق المنتجات الزراعية وتوقيع بروتوكول التعاون في المجالات الزراعية.[3]
- النقل: اتفق القادة على التعاون في مجال النقل من خلال ما تم الاتفاق عليه مسبقاً حول نقل المسافرين بين الدول الثلاث بتذكرة شاملة موحدة وتسهيل إجراءات منح تأشيرة الدخول فيما بينها. كما اتفقوا على توأمة الأكاديميات البحرية بين الدول الثلاث.[3]
- الأمانة العامة: اتساقاً مع قرار قادة الدول الثلاث في قمة عمّان 2020 حول آلية التناوب للسكرتارية التنفيذية لآلية التعاون الثلاثي، أقر القادة بتسليم مهام السكرتارية إلى وزارة الخارجية في جمهورية العراق من شهر أغسطس/آب المقبل ولمدة عام واحد، خلفاً لوزارة الخارجية وشؤون المغتربين في المملكة الأردنية الهاشمية، وهذا البند يشير إلى شكل من أشكال المؤسسية في آلية العمل بين الدول الثلاث.[3]
- التنسيق الامني والاستخباراتي: أهمية التنسيق الأمني والاستخباري بين الدول الثلاث لمكافحة الإرهاب والجريمة المنظمة والمخدرات، وتبادل الخبرات في مجال الأدلة الجنائية ومكافحة الجريمة الإلكترونية والتسلل، ومواجهة كل من يدعم الإرهاب بالتمويل أو التسليح أو توفير الملاذات الآمنة والمنابر الإعلامية، مشددين على أهمية استكمال المعركة الشاملة على الإرهاب.[3]

## ردود الفعل
- الولايات المتحدة: قال المتحدث باسم الخارجية الأمريكية نيد برايس في بيان إن واشنطن ترحب بالزيارة «التاريخية» ووصفها بأنها «خطوة مهمة في تعزيز العلاقات الاقتصادية والأمنية الإقليمية بين مصر والعراق والأردن ودفع الاستقرار الإقليمي».[بحاجة لمصدر]

## وصلات خارجية
- تقرير حول مشروع الشام الجديد - يوتيوب
- تقرير بعنوان «ما هي تفاصيل التحالف الاقتصادي بين مصر والعراق والأردن؟ ولماذا تخاف منه بعض الدول؟»

- دراسة عن الشام الجديد (2014)، البنك الدولي (بالإنجليزية)